# Эспиноса де лос Монтерос, Адриана
Адриана Эспиноса де лос Монтерос (исп. Adriana Espinoza de los Monteros; род. 18 июля 1991, Гуаякиль) — эквадорская лучница, выступающая в соревнованиях по стрельбе из олимпийского лука. Участница Олимпийских игр.

## Биография
Адриана Эспиноса родилась 18 июля 1991 года в Гуаякиле. Она начала заниматься спортом в возрасте 24 лет (в 2016 году). Ранее она посвящала всю жизнь учёбе.
Она является магистром по финансовому делу в Политехнической высшей школе Эквадора, преподаёт в Университете бизнеса и технологий. Адриана также занималась бизнес-консалтингом, но была вынуждена приостановить свою профессиональную карьеру из-за спортивной подготовки к Олимпиаде.

## Спортивная карьера
По воспоминаниям Адрианы, она начала заниматься спортом вслед за братом, а опыт тренировок помогал ей в обыденной жизни, так как для стрельбы из лука нужно хорошо концентрироваться.
На Боливарианских играх 2017 года Адриана Эспиноса выступала в двух дисциплинах. По результатам рейтингового раунда эквадорская спортсменка стала одиннадцатой с 543 очками, но уже в первом поединке уступила Хавьере Андрадес из Чили со счётом 0:6. В паре с Диего Феррином Муньосом в соревновании смешанных команд эквадорские лучники уступили Гватемале, также с сухим счётом.
В 2019 году Адриана выступила на классификационном турнире в Чили, но уже на стадии 1/16 финала уступила канадке Тане Эдвардс.
На Панамериканском чемпионате 2021 года в Мексике она вновь уступила в первом же поединке, на этот раз колумбийке Майре Сепульведе (3:7). В рамках этого турнира также проводился отбор на Олимпийские игры, и на этот раз Адриана сумела его пройти, сначала победив боливийку Майте Камилу Паредес Качи (7:3), но затем уступила бразильянке Ане Марселе дос Сантос и в поединке за третье место Тане Эдвардс, но добыла для Эквадора одну из трёх разыгрываемых путёвок, так как её опередили сразу две канадки, а путёвка для каждой страны может быть только одна. Перед Олимпийскими играми она участвовала на этапе Кубка мира в Гватемале, где в рейтинговом раунде заняла 32-е место. В первом поединке она одержала победу со счётом 6:2 у американки Катерин У, а затем проиграла первой сеяной, Ане Васкес из Мексики, со счётом 1:7. На международном турнире в Колумбии перед Олимпиадой Эспиноса не сумела продвинуться дальше четвертьфинала.
На Олимпийских играх Адриана Эспиноса в рейтинговом раунде стала лишь 62-й из 64 участниц. Таким образом, в индивидуальном первенстве она сразу попала на третью сеяную Кан Чхэ Ён из Южной Кореи и проиграла со счётом 0:6.
На международном турнире в Колумбии в ноябре 2021 года, Эспиноса на стадии четвертьфинала проиграла американке Мишель Ан.